# 台灣薏苡
台灣薏苡（学名：Coix lacryma-jobi var. ma-yuen），为薏苡属薏苡的一个变种。

## 形态

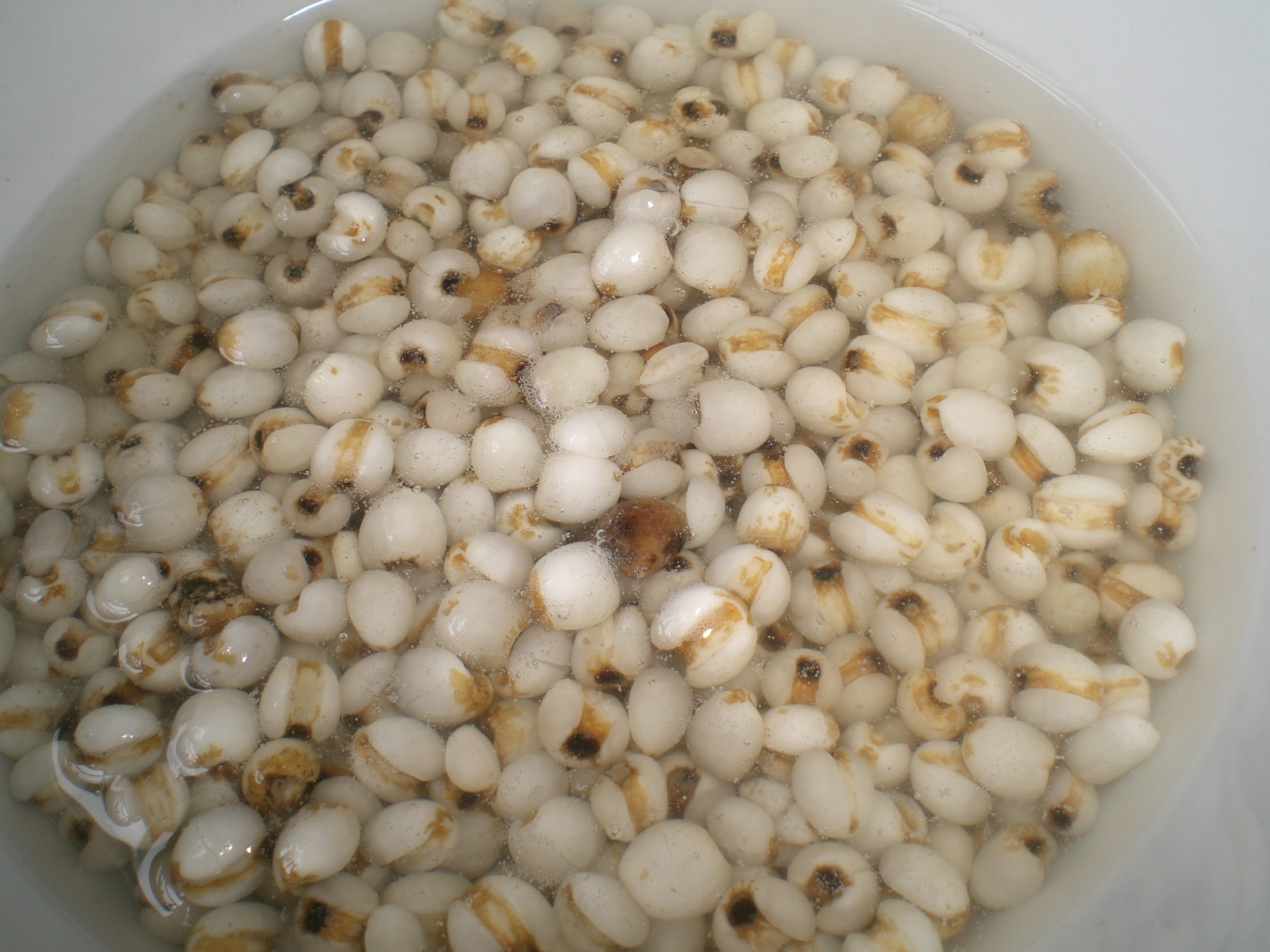
薏米食材

薏苡为一年生或多年生草本。根系强大，宿根。秆直立粗壮，有分枝；叶线状披针形，中脉粗厚；单性花，雌雄同株，总状花序腋生或顶生，雌小穗位于花序基部，外包以念珠状总苞，雄小穗无柄或具柄，数丛，排列在花序上部，呈穗状；颖果椭圆形淡褐色，有光泽。性喜温暖湿润气候，耐涝。

## 用途
薏苡种仁常稱為薏仁，含淀粉，供食用或酿酒，雖為穀類，但其脂肪和蛋白質含量很高，且容易代謝，因此吃多了也不會有變胖的擔憂。中医学上用根和种仁入药，种仁性微寒、味甘，功能清热利湿、健脾，主治水肿脚气、风湿、泄泻、肠痈、肺痈等，炒用补益肺脾，多用治关节炎、扁平疣；根具有清热、利尿等功效，近用治肝炎、肾炎等症。並含有維生素D、E與B群，若每天食用60公克，可有效降低膽固醇與血脂肪，可預防高血壓、中風及心血管疾病。薏仁是亦可使皮膚光滑，減少皺紋，有消除色素斑點的功效，還能促進體內血液和水分的新陳代謝，有利尿和利水的作用，長期食用可達到減肥與美白的效果。

## 扩展阅读
- 維基物種上的相關：意米